# Daniel Fröschl
Daniel Fröschl (1572/73 Augsburg – 1613 Praha), psaný též jako Froeschl, patřil do skupiny malířů německého původu působících na dvoře Rudolfa II. Habsburského (1552–1612) v Praze. Pracoval zde jako kreslíř, malíř drobných obrázků a kopista. Na přání Rudolfa II. převáděl díla Albrechta Dürera, Lucase Cranacha staršího a italských mistrů vrcholné renesance do podoby miniatur. Císař ho v roce 1607 jmenoval archivářem svých sbírek.

## Životopisná data
Daniel Fröschl se narodil v rodině augsburského advokáta. Dostalo se mu nejen velmi dobrého vzdělání, ale i možnosti být malířem. Podílem se na sbírce akvarelů přírodnin, které shromáždil Ulisse Aldrovandi (1522–1605), boloňský lékárník a botanik. V letech 1597 až 1604 působil ve Florencii, kde pro velkovévodu Ferdinanda I. Medicejského zhotovoval zmenšené kopie obrazů velkých mistrů jako byli Michelangelo Buonarroti (1475–1564) nebo Correggio (1489–1534).

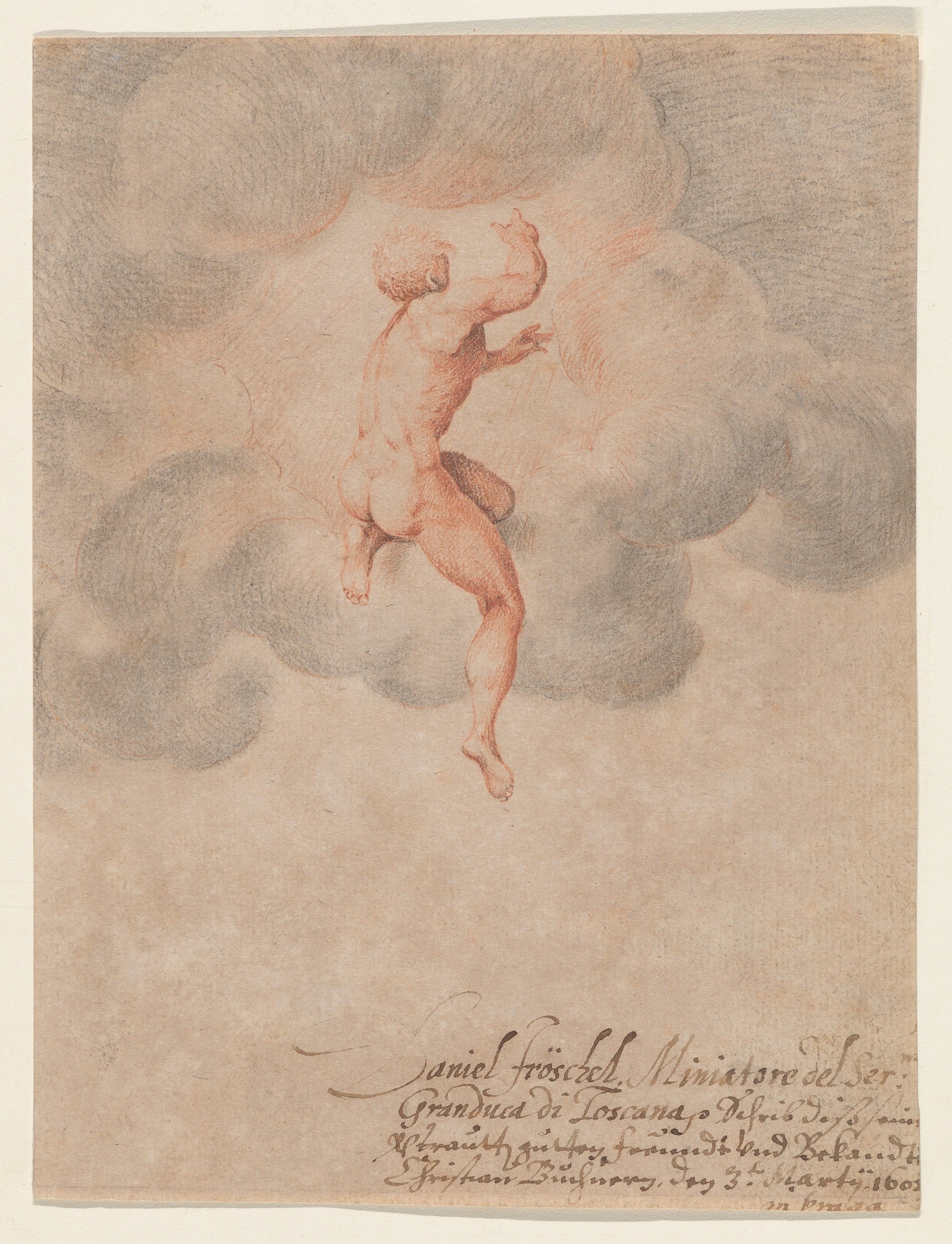
Kresba Daniela Fröschla Mužský akt pod mraky (podle Michelangelovy kresby červenou a černou křídou, 1602 ?, Metropolitní muzeum umění, New York}

Ve Florencii měl Fröschl svou dílnu v blízkosti ateliéru Jacopa Ligozziho (1547–1627), ilustrátora, miniaturisty a později i antikváře florentských velkovévodů. U něho se Fröschl zdokonalit v kresbě miniatur. Ve Florencii se Fröschl seznámil s Hansem von Aachen (1552/56–1615), na jehož doporučení ho Rudolf II. pozval do Prahy (1601). Ještě téhož roku mu císař přiznal pozici miniaturisty a v roce 1603 ho jmenoval dvorním malířem-miniaturistou. Přesto až do roku 1604 pracoval v medicejských službách. Poté se Fröschl usadil v Praze, kde působil nejen jako miniaturista a kopista, ale především jako znalec německého malířství. Kopíroval a umělecky přetvářel řadu obrazů a grafických listů Albrechta Dürera. Po smrt Hanse Hoffmanna (1592) se Fröschl stal hlavním představitelem tzv. dürerovské renesance na dvoře Rudolfa II. Roku 1607 se stal správcem císařových sbírek. Inventarizaci sbírkových předmětů v císařově Kunstkammer dokončil v roce 1611. Vzniklo tak 415 stran rukopisu napsaného na pergamenu a doplněného kresbičkami vybraných artefaktů. Jediný exemplář tohoto inventáře je uložen v Zemské knihovně ve Vaduzu. Po smrti Rudolfa II. (1612) byl Fröschl činěn zodpovědným za ztráty některých sbírkových artefaktů, avšak již následujícího roku malíř umírá, aniž se mohl ospravedlnit.

## Umělecká tvorba
Fröschl se věnoval malování obrazů a miniatur, v nichž používal cizí kompozice jako předlohy pro svá díla. Zásadní význam pro něho měla Praha, kde se setkal s dvorními malíři pracujícími ve službách Rudolfa II. Již z Florencie se znal s Hansem von Aachen, který ho uvedl k císaři, a později, již jako císařský antikvář, se seznámil i s díly mistrů renesančního malířství v císařských sbírkách.

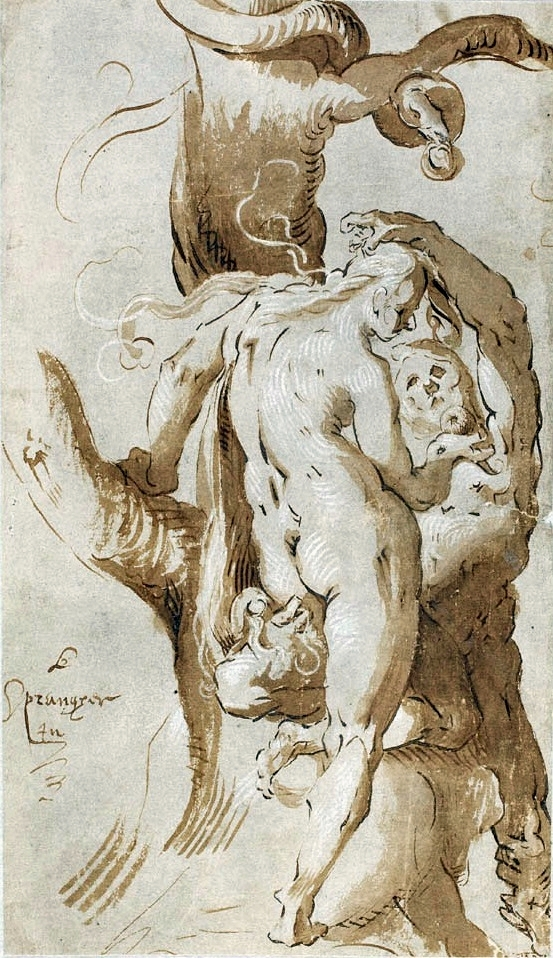
Adam a Eva – Prvotní hřích (Bartholomeus Spranger, kresba na papíře - inkoust a kvaš, asi 1600, Národní muzeum, Varšava)

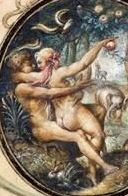
Adam a Eva v ráji (kvaš a tempera na pergamenu, detail) namaloval Daniel Fröschl po roce 1604 (Soukromá sbírka, ČR)

Příkladem, jak převedl kresbu Bartholomea Sprangera Adam a Eva v ráji – Prvotní hřích (Národní muzeum ve Varšavě) do miniatury, dokládá jeho kvaš a tempera (pergamen napnutý na dřevěné desce) nazvaný Adam a Eva v ráji (Soukromá sbírka, ČR). Sprangerovu kresbu Fröschl upravil do oválu a částečně i zjednodušil. Přírodniny kolem středového výjevu namaloval buď on sám nebo s podílem Jacoba Hoefnagela (1573/75–1630/33). Naopak v případě Fröschlova akvarelu Panna Maria s dítětem (po 1604, Uměleckohistorické muzeum, Vídeň) mu byla předlohou Dürerovu kresba Kojící Madona (1512, Albertina, Vídeň). Fröschl však kresbu posunul dál díky barevnosti zhotoveného akvarelu.

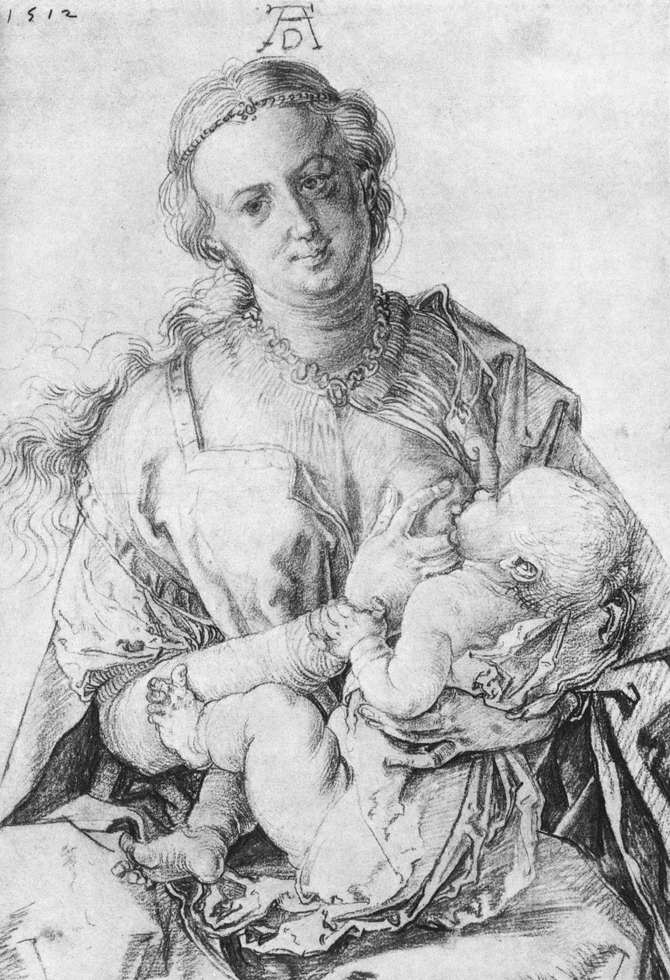
Kojící Madona (Dürerova kresba uhlem, 1512, Albertina, Vídeň)

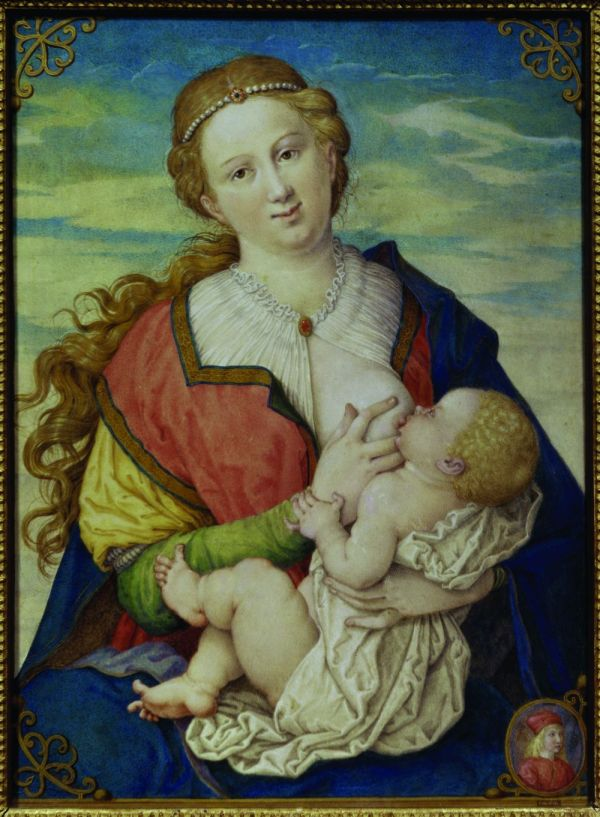
Panna Maria s dítětem (Fröschlův akvarel, po 1604, Uměleckohistorické muzeum, Vídeň)

Od doby, kdy se Fröschl stal správcem císařských sbírek zbývalo mu na vlastní malířskou tvorbu jen málo času. Při vlastní inventarizaci artefaktů v Kunstkammer některé položky doprovázel informativními kresbičkami. Fröschlův pečlivý popis předmětů od naturálií (přírodniny), přes artificiália (lidské výtvory) až po scientifica (vědecké artefakty) ukázal na mnohostrannost císařových zájmů.

## Umělecko-historický význam díla Daniela Fröschla
Daniel Fröschl navázal na práce rudolfínského malíře Hanse Hoffmanna (1530-1591/2) a na přání Rudolfa II. pokračoval ve zhotovování kopií malířských děl Albrechta Dürera (1471–1528). Císařův mimořádný obdiv k Dürerově tvorbě dovedl historiky umění až k vytvoření pojmu "dürerovská renesance na dvoře Rudolfa II.". Asi nejvýznamnější Fröschlovou prací je však soupis sbírkových předmětů uložených v císařově Kunstkammer vyhotovený v letech 1607–1611. Inventář dokládá, že císař Rudolf II. vytvořil jednu z největších evropských sbírek obrazů, plastik, přírodnin, vědeckých přístrojů a kuriozit té doby, které se nacházely v císařově kunstkomoře.